# Federation of International Bandy
Federation of International Bandy (FIB) (svenska: Internationella Bandyförbundet) bildades i Stockholm i Sverige den 12 februari 1955 och är den högsta styrande organisationen för bandy i världen. 
FIB är medlem av Association of IOC Recognized International Sports Federations.
FIB arrangerar VM i bandy för herrar, damer, herrjuniorer och pojkjuniorer samt sanktionerar World Cup och Europacupen. Förbundet hette International Bandy Federation (IBF) åren 1957-2001. Vid bildandet av "FIB" 1955 enades man om samma bandyregler i hela världen. Tidigare hade Sovjetunionen haft andra regler än övriga världen. Den förste ordföranden var Gunnar Galin från Sverige, som innehade positionen åren 1955-1963. Den senaste medlemmen i FIB är Colombia. I Montenegro har en klubb bildats, men man är ännu inte FIB-medlem. 
Förbundets högkvarter flyttades 1979 till Sverige och finns nu i Söderhamn.

## Styrelse

### Verkställande utskottet
Verkställande utskottet, på engelska kallat FIB Executive Committee, har sedan den 28 oktober 2022 följande sammansättning.
Ordförande
  Stein Pedersen

Generalsekreterare
  Attila Ádámfi (tillförordnad fr.o.m. den 1 november)

1:e vice ordförande
  Per-Anders Gustafsson

Vice ordförande

 Attila Ádámfi (tillika tillförordnad generalsekreterare)

 Arne Anderstedt

 Evgeniy Epifanov

 Magnus Sköld

 Antti Parviainen

 Vadim Grisjpun

 Zhu Zhiqiang

==

### Ordförande genom åren
Följande personer har varit ordförande.
| Tillträdde    | Avgick        | Namn                |
| ------------- | ------------- | ------------------- |
| 1955          | 1963          | Gunnar Galin        |
| 1963          | 1967          | Allan Ljungqvist    |
| 1967          | Mars 1971     | Arne Argus          |
| Mars 1971     | Juli 1978     | Grigorij Granaturov |
| Juli 1978     | Juli 1983     | Pontus Widén        |
| Juli 1983     | Mars 1991     | Grigorij Granaturov |
| Mars 1991     | Februari 1993 | Carl Fogelberg      |
| Februari 1993 | Augusti 1997  | Staffan Söderlund   |
| Augusti 1997  | Juli 2005     | Albert Pomortsev    |
| Augusti 2005  | Oktober 2005  | Seppo Vaihela       |
| Oktober 2005  | Oktober 2022  | Boris Skrynnik      |
| Oktober 2022  |               | Stein Pedersen      |

## Turneringar & mästerskap
Anordnade av FIB
- Världsmästerskapet i bandy för herrar
- Världsmästerskapet i bandy för damer
- Världsmästerskap i bandy för ungdomar i flera åldersklasser:
  - U23-världsmästerskapet i bandy
  - F17-världsmästerskapet i bandy
  - P19-världsmästerskapet i bandy
  - P17-världsmästerskapet i bandy
  - P15-världsmästerskapet i bandy
- F17-nordiska mästerskapet i bandy
- P17-nordiska mästerskapet i bandy
- World Cup i bandy
- FIB Champions Cup
- Europacupen i bandy

Sanktionerade av FIB
- Asiatiska vinterspelen
- Russian Government Cup
- Universiaden

## Medlemmar

### Anslutna nationsförbund
| Land:          | Anslöt: | Förbund:                                  | Not:                                             |
| -------------- | ------- | ----------------------------------------- | ------------------------------------------------ |
| Afghanistan    | 2012    | Bandy Federation of Afghanistan           |                                                  |
| Armenien       | 2008    | Armenian National Federation of Bandy     |                                                  |
| Estland        | 2002    | Eesti Jääpalliliit                        |                                                  |
| Finland        | 1955    | Finlands Bandyförbund                     |                                                  |
| Indien         | 2002    | Bandy Federation of India                 |                                                  |
| Japan          | 2011    | Japan Bandy Federation                    |                                                  |
| Kanada         | 1983    | Canada Bandy                              |                                                  |
| Kazakstan      | 1993    | Kazakhstan Bandy Federation               | Deltog i Asiatiska vinterspelen 2011             |
| Kina           | 2010    | China Bandy Federation                    |                                                  |
| Lettland       | 2006    | Latvijas Bendija Federācija               |                                                  |
| Litauen        | 2008    | Lithuanian Bandy Association              |                                                  |
| Mongoliet      | 2002    | Mongolian National Bandy Federation       | Deltog i Asiatiska vinterspelen 2011             |
| Nederländerna  | 1973    | Bandy Bond Nederland                      | Deltog i Europamästerskapet i bandy 1913         |
| Norge          | 1955    | Norges Bandyforbund                       |                                                  |
| Ryssland       | 1992    | Ryska bandyförbundet                      | Ersatte Sovjetunionen                            |
| Schweiz        | 2006    | Federation of Swiss Bandy                 | Deltog i Europamästerskapet i bandy 1913         |
| Somalia        | 2014    | Somali National Bandy Association         | Första afrikanska nationen                       |
| Slovakien      | 2017    | Slovenská asociácia Bandy                 |                                                  |
| Storbritannien | 2010    | Great Britain Bandy Federation            | England deltog i Europamästerskapet i bandy 1913 |
| Sverige        | 1955    | Svenska Bandyförbundet                    |                                                  |
| Tjeckien       | 2014    | Česká Asociace Bandy                      | Deltog i Bandy EM 2014                           |
| Tyskland       | 2014    | Deutscher Bandy-Bund                      | Deltog i Europamästerskapet i bandy 1913         |
| Ukraina        | 2008    | Ukrainian Bandy and rink-bandy Federation |                                                  |
| Ungern         | 1989    | Magyar Bandy Szövetség                    | Deltog i Europamästerskapet i bandy 1913         |
| USA            | 1981    | American Bandy Association                |                                                  |
| Vitryssland    | 1999    | Belarusian Bandy Federation               |                                                  |

### Tidigare medlemmar
| Land:                 | Anslöt:          | Förbund:                                                                                  | Upplöst:                                                                                   | Not:                                               |
| --------------------- | ---------------- | ----------------------------------------------------------------------------------------- | ------------------------------------------------------------------------------------------ | -------------------------------------------------- |
| Argentina             | 2008             | Argentine Bandy Union                                                                     | Har upphört med sin verksamhet och rensades därför från FIB:s medlemslista i januari 2017. |                                                    |
| Australien            | 2006             | Australian Bandy League                                                                   | Har upphört med sin verksamhet och rensades därför från FIB:s medlemslista i januari 2017. |                                                    |
| Danmark               | 2014             | Danska Bandyförbundet                                                                     | Har upphört med sin verksamhet och rensades därför från FIB:s medlemslista i januari 2017. |                                                    |
| Republiken Irland     | 2006             | Bandy Federation of Ireland                                                               | Har upphört med sin verksamhet och rensades därför från FIB:s medlemslista i januari 2017. |                                                    |
| Italien               | 2003             | Federazione Italiana Bandy                                                                | Har upphört med sin verksamhet och rensades därför från FIB:s medlemslista i januari 2017. |                                                    |
| Kirgizistan           | 2004             | Bandy Federation of Kyrgyzstan                                                            | Har upphört med sin verksamhet och rensades därför från FIB:s medlemslista i juni 2018.    | Deltog i Asiatiska vinterspelen 2011 och i VM 2012 |
| Polen                 | 2005             | Bandy Federation of Poland                                                                | Har upphört med sin verksamhet och rensades därför från FIB:s medlemslista i januari 2017. |                                                    |
| Serbien               | 2006             | Bandy Federation of Serbia                                                                | Har upphört med sin verksamhet och rensades därför från FIB:s medlemslista i januari 2017. |                                                    |
| Sovjetunionen         | 12 februari 1955 | Förbundet för bandy och landhockey SSSR (Федерация хоккея с мячом и хоккея на траве СССР) | 1991 i samband med Sovjetunionens upplösning                                               | Medlemskapet i FIB övertogs av Ryssland 1992       |
| Västtyskland/Tyskland | 1990             |                                                                                           | Lämnade FIB 1991 och lade ned sin verksamhet.                                              | Ett nytt tyskt förbund bildades 2014 (se ovan)     |

### Fotnoter
1. ↑  Claes-G Bengtsson 23 januari 2010 - Finskt i första VM-matchen Arkiverad 10 november 2013 hämtat från the Wayback Machine.
2. ↑  Federation of International Bandy - FIB Presidents Arkiverad 10 november 2013 hämtat från the Wayback Machine.
3. ↑  ”Svenska Bandyförbundet”. Arkiverad från originalet den 19 mars 2012. https://web.archive.org/web/20120319045424/http://iof1.idrottonline.se/SvenskaBandyforbundet/Bandy-Sverige/SvenskaBandyforbundet/Historikochstatistik/Historiskamilstolpar/Bandyhistoria1966-1984/. Läst 19 september 2011.
4. ↑  ”This is FIB”. http://www.worldbandy.com/about-fib/. Läst 1 februari 2020.
5. ↑   http://www.worldbandy.com/wp-content/uploads/2022/11/EC-MEMBERSOCTOBER2022a.pdf
6. ↑  ”FIB Presidents” (på engelska). Federation of International Bandy. Arkiverad från originalet den 10 november 2013. https://web.archive.org/web/20131110161029/http://www.worldbandy.com/template1.asp?pageID=7. Läst 2 september 2011.
7. ↑  ”THOUGHTS FROM THE NEW FIB PRESIDENT!” (på engelska). Federation of International Bandy. Arkiverad från originalet den 14 november 2022. https://web.archive.org/web/20221114103953/http://www.worldbandy.com/the-presidents-thoughts/. Läst 14 november 2022.
8. ↑  ”Information” (på German). Information. Deutscher Bandy-Bund. 2013. Arkiverad från originalet den 4 mars 2016. https://web.archive.org/web/20160304052207/http://bandy-bund.de/index.php?page=information. Läst 9 augusti 2015. ”Arkiverade kopian”. Arkiverad från originalet den 4 mars 2016. https://web.archive.org/web/20160304052207/http://bandy-bund.de/index.php?page=information. Läst 12 februari 2017.
9. ↑  ”FIB History”. FIB History. Federation of International Bandy. 2011-09-27. Arkiverad från originalet den 21 February 2014. https://web.archive.org/web/20140221225714/http://www.worldbandy.com/template1.asp?pageID=6. Läst 9 augusti 2015. Arkiverad 21 februari 2014 hämtat från the Wayback Machine. ”Arkiverade kopian”. Arkiverad från originalet den 21 februari 2014. https://web.archive.org/web/20140221225714/http://www.worldbandy.com/template1.asp?pageID=6. Läst 12 februari 2017.